# Søren Weiss
Søren Weiss, född 22 oktober 1922 i Ribe, död 22 mars 2001, var en dansk skådespelare.

## Filmografi roller i urval
- 1961 – Een blandt mange
- 1969 – Tänk på ett tal
- 1951 – Kvinnan bakom allt